# Tigermuräne
Die Tigermuräne (Enchelycore anatina) ist eine Art der Muränen (Muraenidae), die in den warmen Gewässern des Nordostatlantiks, von den Azoren über Madeira und die Kanaren, bis zu den Kapverden, sowie im Mittelmeer verbreitet ist.

## Merkmale
Die Tigermuräne besitzt einen langgezogenen und seitlich abgeflachten, aalartigen Körper und kann eine Gesamtlänge von 120 cm erreichen. Die Grundfärbung ist dunkelgrau bis dunkelbraun mit einem gelblichen bis ockerfarbenen, fleckigen Farbmuster. Auffällig ist das große, langgestreckte Maul, welches mit langen, schmalen Fangzähnen bestückt ist. Beide Kiefer sind gebogen, so dass sie bei geschlossenem Maul nicht vollständig aufeinander liegen und zahlreiche Zähne weiterhin sichtbar sind.

## Lebensweise
Die Tigermuräne lebt vom Flachwasser bis in Tiefen von etwa 30 Metern und ist ein scheuer, nachtaktiver Räuber. Ihre Bezahnung lässt darauf schließen, dass sich die Tigermuräne von Fischen und Tintenfischen ernährt und hartschalige Beutetiere, wie beispielsweise Krebse, meidet. Aufgrund ihrer versteckten Lebensweise ist davon auszugehen, dass die Tigermuräne in ihrem Verbreitungsgebiet viel häufiger vorkommt, als gemeinhin angenommen wird.